# Flagge des Commonwealth of Nations
Die Flagge des Commonwealth of Nations wurde in ihrer heutigen Form im November 2013 angenommen, basierend auf dem Design aus dem Jahre 1976.

## Beschreibung
Die Flagge zeigt einen goldenen stilisierten Globus auf einem blauen Hintergrund, umgeben von goldenen Speeren, welche ein „C“ für „Commonwealth“ bilden.

## Umgestaltung 2013
Die Flagge war ursprünglich so gestaltet, dass der Globus von 61 abstrahlenden, etwa viereckigen, Speeren in einer „C“-Formation umgeben war. Die Anzahl der Speere entsprach nicht der Anzahl der Mitgliedstaaten (das Commonwealth umfasste zu keinem Zeitpunkt 61 Staaten), stattdessen repräsentiert die große Zahl die vielen Möglichkeiten, wie das Commonwealth weltweit kooperiert.
2013 wurde der Globus geneigt und die Anzahl der Speere wurde auf 34 reduziert. Die in der Flagge verwendeten Farben wurden ebenfalls leicht modifiziert.

## Geschichte
Ein erster Entwurf für eine Flagge wurde anlässlich zur Konferenz der Commonwealth-Regierungschefs 1973 in Ottawa, Kanada, auf Autowimpeln gezeigt. Die Initiative zum Flaggenentwurf wird zwei Kanadiern zugeschrieben: dem ersten Generalsekretär des Commonwealth, Arnold Smith, und dem Premierminister Pierre Trudeau. Die Flagge wurde am 26. März 1976 offiziell angenommen.

## Verwendung

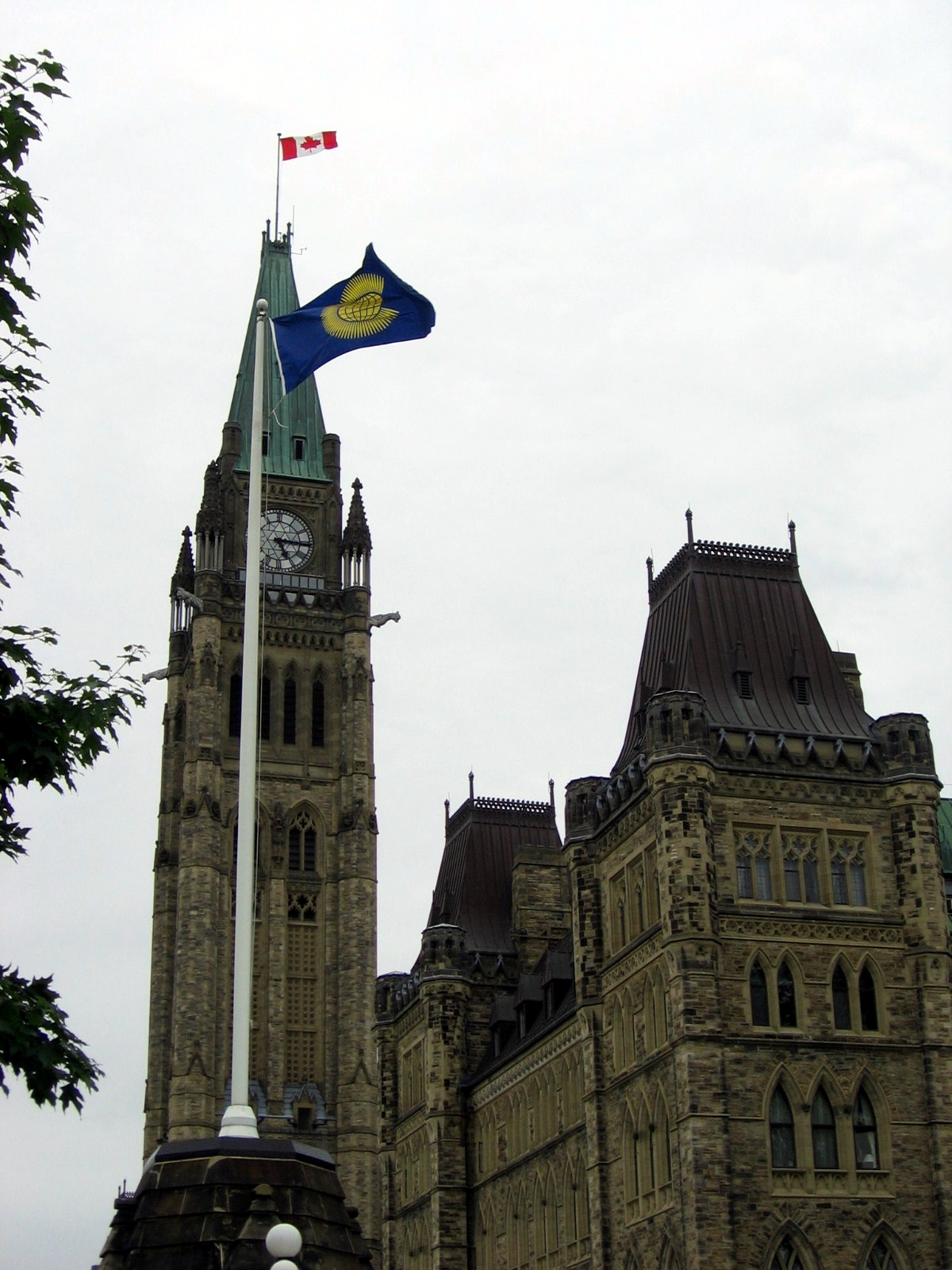
Die ehemalige Flagge des Commonwealth of Nations auf dem Kanadischen Parlamentsgebäude in Ottawa (2010)

Die Flagge des Commonwealth of Nations weht auf dem Marlborough House in London, dem Sitz des Sekretariat des Commonwealth, während des ganzen Jahres über und für einen begrenzten Zeitraum an anderen Orten, wo Commonwealth-Tagungen, -Veranstaltungen oder -Besuche stattfinden (beispielsweise Treffen der Commonwealth-Regierungschefs). Die Regierung Kanadas hat nicht festgelegt, ob die Flagge am Commonwealth Day gehisst wird, stattdessen wurde festgelegt, dass der Union Jack bei föderalen Einrichtungen gehisst wird, die über einen zweiten Fahnenmast verfügen. Allerdings wird die Flagge des Commonwealth am schottischen Parlamentsgebäude in Edinburgh am Commonwealth Day am vierten Fahnenmast neben dem Union Jack, der Flagge Schottlands und der Europaflagge, die alle täglich wehen, gehisst.
Der ehemalige Generalsekretär des Commonwealth of Nations, Donald McKinnon, förderte das Hissen der Flagge am Commonwealth Day und das Büro des Generalsekretärs wies darauf hin, dass „es nicht der Fall ist, dass der Union Jack - oder die Flagge eines anderen Mitgliedstaates bei dieser Angelegenheit - ein Ersatz für die Flagge des Commonwealth, das die Vereinigung von 53 Ländern mit ihren Völkern darstellt, sein kann“.